# Froidefontaine
Froidefontaine est une commune française située dans le département du Territoire de Belfort, la région culturelle et historique de Franche-Comté et la région administrative Bourgogne-Franche-Comté.
Ses habitants sont appelés les Froidefontainiens.

## Géographie
Le village est situé sur les bords de la Bourbeuse, rivière née de la confluence de la Madeleine et de la Saint-Nicolas.

### Climat
Pour des articles plus généraux, voir Climat de la Bourgogne-Franche-Comté et Climat du Territoire de Belfort.
En 2010, le climat de la commune est de type climat de montagne, selon une étude du Centre national de la recherche scientifique s'appuyant sur une série de données couvrant la période 1971-2000. En 2020, Météo-France publie une typologie des climats de la France métropolitaine dans laquelle la commune est exposée à un climat semi-continental et est dans la région climatique  Vosges, caractérisée par une pluviométrie très élevée (1 500 à 2 000 mm/an) en toutes saisons et un hiver rude (moins de 1 °C). 
Pour la période 1971-2000, la température annuelle moyenne est de 9,7 °C, avec une amplitude thermique annuelle de 17,5 °C. Le cumul annuel moyen de précipitations est de 1 132 mm, avec 12,7 jours de précipitations en janvier et 10,5 jours en juillet. Pour la période 1991-2020, la température moyenne annuelle observée sur la station météorologique de Météo-France la plus proche, « Joncherey », sur la commune de Joncherey à 5 km à vol d'oiseau, est de 10,5 °C et le cumul annuel moyen de précipitations est de 1 086,9 mm. 
La température maximale relevée sur cette station est de 39 °C, atteinte le 7 août 2015 ; la température minimale est de −25 °C, atteinte le 7 janvier 1985,,. 
Les paramètres climatiques de la commune ont été estimés pour le milieu du siècle (2041-2070) selon différents scénarios d'émission de gaz à effet de serre à partir des nouvelles projections climatiques de référence DRIAS-2020. Ils sont consultables sur un site dédié publié par Météo-France en novembre 2022.

## Urbanisme

### Typologie
Au 1er janvier 2024, Froidefontaine est catégorisée commune rurale à habitat dispersé, selon la nouvelle grille communale de densité à sept niveaux définie par l'Insee en 2022.
Elle est située hors unité urbaine. Par ailleurs la commune fait partie de l'aire d'attraction de Belfort, dont elle est une commune de la couronne,. Cette aire, qui regroupe 91 communes, est catégorisée dans les aires de 50 000 à moins de 200 000 habitants,.

### Occupation des sols
L'occupation des sols de la commune, telle qu'elle ressort de la base de données européenne d’occupation biophysique des sols Corine Land Cover (CLC), est marquée par l'importance des territoires agricoles (62,4 % en 2018), en diminution par rapport à 1990 (64,5 %). La répartition détaillée en 2018 est la suivante : prairies (31,2 %), zones agricoles hétérogènes (30,8 %), forêts (27,8 %), zones urbanisées (9,7 %), terres arables (0,4 %), zones industrielles ou commerciales et réseaux de communication (0,1 %). L'évolution de l'occupation des sols de la commune et de ses infrastructures peut être observée sur les différentes représentations cartographiques du territoire : la carte de Cassini (XVIIIe siècle), la carte d'état-major (1820-1866) et les cartes ou photos aériennes de l'IGN pour la période actuelle (1950 à aujourd'hui).

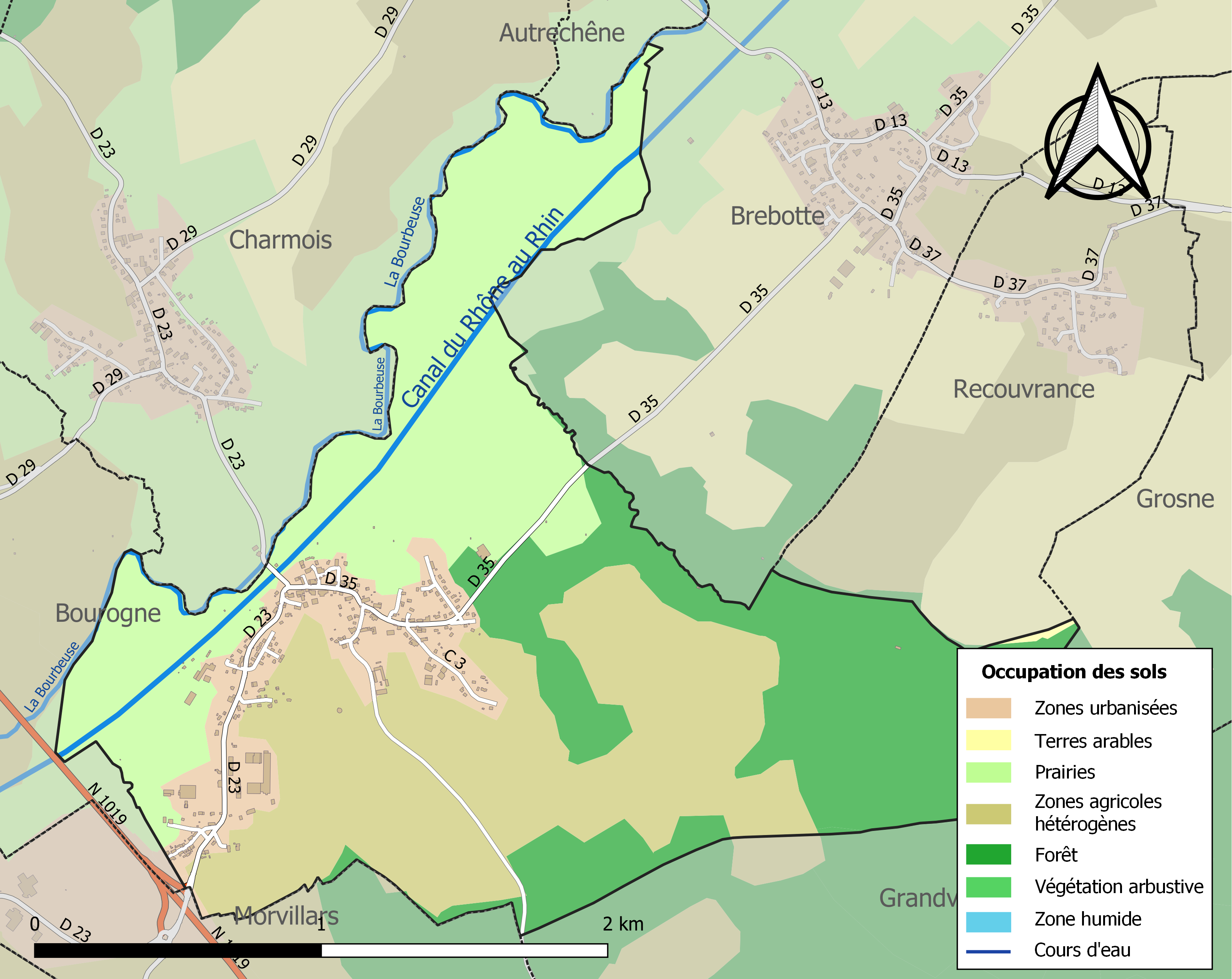
Carte des infrastructures et de l'occupation des sols de la commune en 2018 (CLC).

## Toponymie
- Frigidus fons (1105), Frigido fonte (1144 & 1290), Kaltenbvrnen (1303), Froide Fontaine (1793), Froid-Fontaine (1801).
- En allemand : Kaltenbrunn.

## Histoire
Froidefontaine, qui connut la renommée à partir du début du XIIe siècle grâce à son prieuré, a le privilège de devoir son existence à un mythe fondateur. En fait de mythe, il s'agit plutôt d'une légende, celle de saint Maimbœuf qui aurait été assassiné au VIIIe ou IXe siècle par des mécréants à proximité de la froide fontaine près de laquelle il fut enterré. Les miracles qui se seraient produits par la suite sur sa tombe impressionnèrent tant les gens du pays qu'Ermentrude, veuve de Thierry 1er, comte de Montbéliard-Ferrette, donna le 8 mars 1105 à l'abbaye de Cluny ses possessions de Froidefontaine pour la fondation d'un prieuré. Elle compléta ensuite cette dotation avec le domaine et la paroisse de Grosne qui couvrait alors un large territoire incluant Vellescot, Boron, Brebotte, Eschêne, Recouvrance, Normanvillars et la chapelle de Petit-Croix. Le prieuré prospéra pendant des siècles, du moins quand les bandes de routiers du XIVe siècle ou les Suédois (en 1632) ne pillaient pas les monastères. De 1621 à 1756, le prieuré appartenait aux jésuites d'Ensisheim, puis fut donné par Louis XIV au collège royal de Colmar. À la Révolution, les bâtiments furent vendus comme biens nationaux. Pendant la période où le pays dépendait du Saint Empire jusqu'en 1648, Froidefontaine était connu sous le nom de Kaltenbrunn.
Jusqu'à la fin du siècle dernier a fonctionné une tuilerie importante située sur la route de Morvillars. Le canal du Rhône au Rhin longe le village et la route de Charmois est équipée d'un pont tournant pour le traverser.
En 1999, 451 habitants étaient recensés alors que la population du village était de 385 en 1803.

## Politique et administration

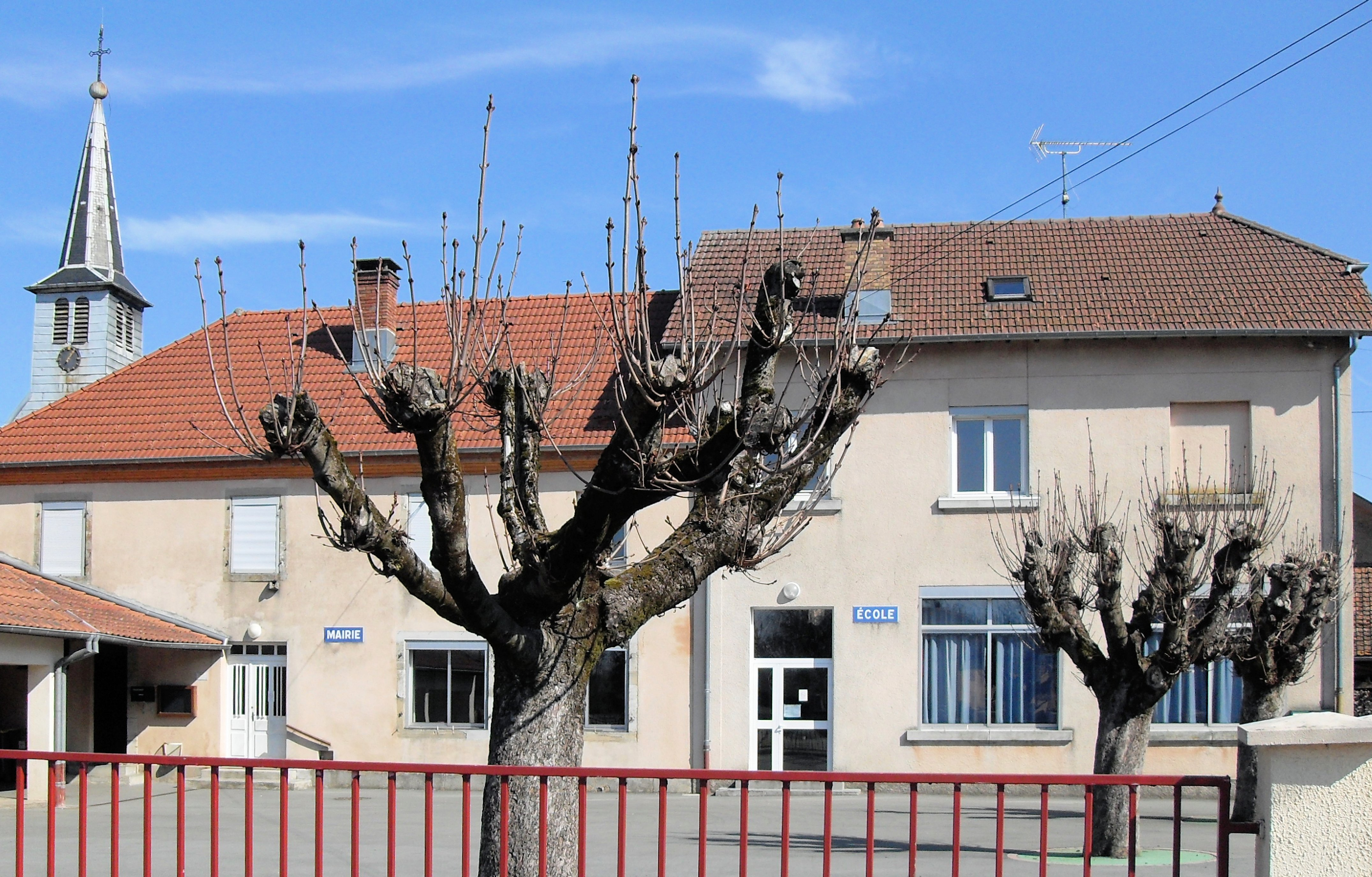
La mairie et l'école.

| Période                                  | Période  | Identité        | Étiquette | Qualité |
| ---------------------------------------- | -------- | --------------- | --------- | ------- |
| Les données manquantes sont à compléter. |          |                 |           |         |
| mars 2001                                |          | Hervé Frachisse |           |         |
| mars 2001                                | En cours | Bernard Viatte  |           |         |

## Population et société

### Démographie
L'évolution du nombre d'habitants est connue à travers les recensements de la population effectués dans la commune depuis 1793. Pour les communes de moins de 10 000 habitants, une enquête de recensement portant sur toute la population est réalisée tous les cinq ans, les populations de référence des années intermédiaires étant quant à elles estimées par interpolation ou extrapolation. Pour la commune, le premier recensement exhaustif entrant dans le cadre du nouveau dispositif a été réalisé en 2007.

En 2022, la commune comptait 446 habitants, en évolution de −1,76 % par rapport à 2016 (Territoire de Belfort : −2,78 %, France hors Mayotte : +2,11 %).
| 1793 | 1800 | 1806 | 1821 | 1831 | 1836 | 1841 | 1846 | 1851 |
| ---- | ---- | ---- | ---- | ---- | ---- | ---- | ---- | ---- |
| 270  | 271  | 285  | 227  | 289  | 319  | 343  | 349  | 374  |

| 1856 | 1861 | 1866 | 1872 | 1876 | 1881 | 1886 | 1891 | 1896 |
| ---- | ---- | ---- | ---- | ---- | ---- | ---- | ---- | ---- |
| 291  | 290  | 283  | 256  | 282  | 257  | 292  | 289  | 294  |

| 1901 | 1906 | 1911 | 1921 | 1926 | 1931 | 1936 | 1946 | 1954 |
| ---- | ---- | ---- | ---- | ---- | ---- | ---- | ---- | ---- |
| 283  | 392  | 363  | 393  | 383  | 354  | 370  | 328  | 394  |

| 1962 | 1968 | 1975 | 1982 | 1990 | 1999 | 2006 | 2007 | 2012 |
| ---- | ---- | ---- | ---- | ---- | ---- | ---- | ---- | ---- |
| 399  | 408  | 431  | 431  | 437  | 444  | 460  | 462  | 462  |

| 2017 | 2022 | - | - | - | - | - | - | - |
| ---- | ---- | - | - | - | - | - | - | - |
| 456  | 446  | - | - | - | - | - | - | - |

### Enseignement
La commune fait partie du regroupement pédagogique intercommunal de Froidefontaine-Charmois.
L'école du village compte en 2020 une classe à trois niveaux : CE2-CM1-CM2.

## Culture locale et patrimoine

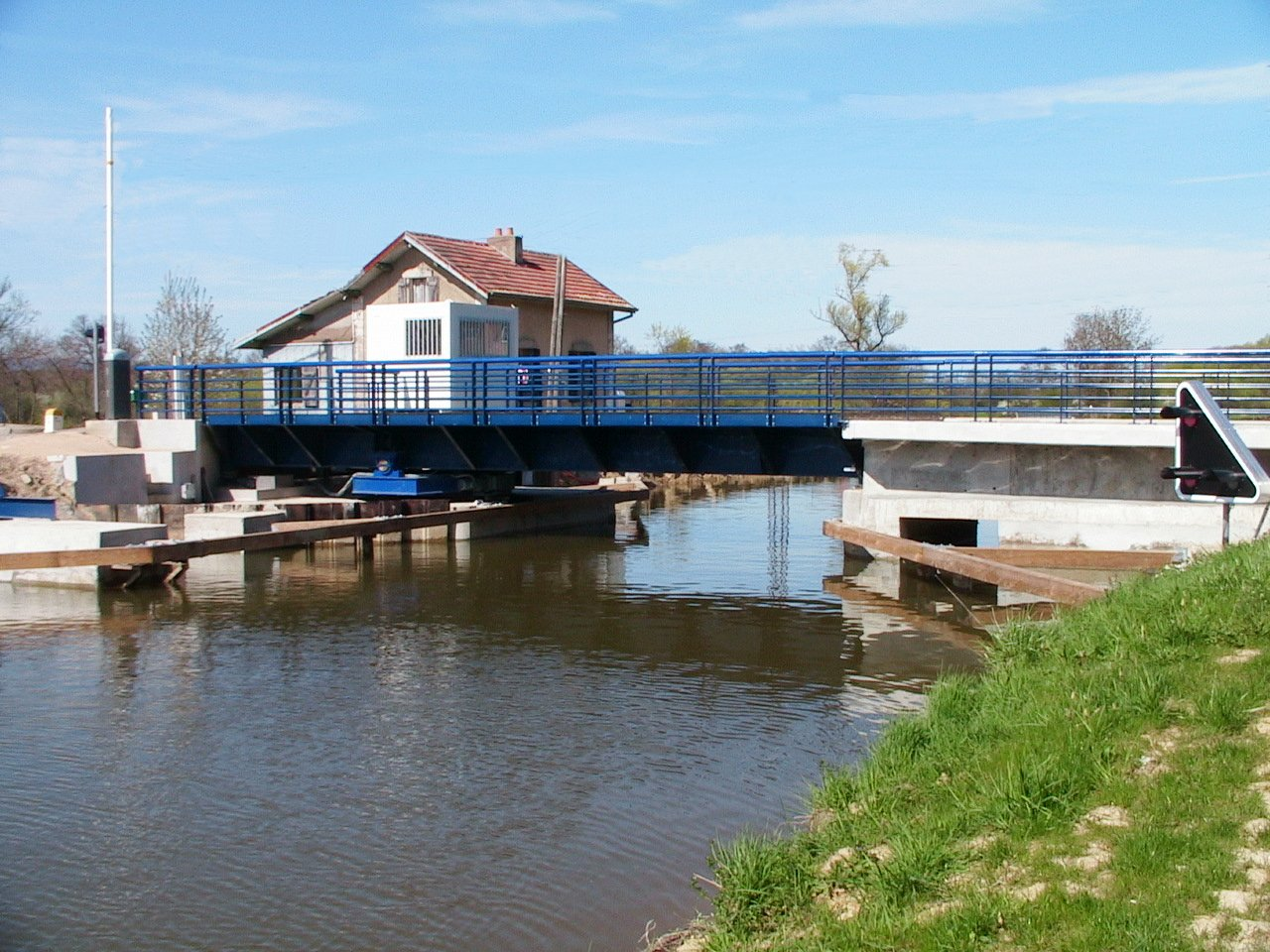
Le pont tournant sur le canal.

### Lieux et monuments
- Église Saint-Pierre, église romane, partie d'un ancien prieuré clunisien du XIIe siècle. L'église a conservé des éléments liés à la fondation du prieuré[18].
- Pont tournant du canal du Rhône au Rhin.

### Héraldique
| Blason de Froidefontaine | Blason  | D'azur à trois glands d'or rangés en fasce.      |
| Blason de Froidefontaine | Détails | Le statut officiel du blason reste à déterminer. |

## Pour approfondir